# Goetheplatz (Hannover)

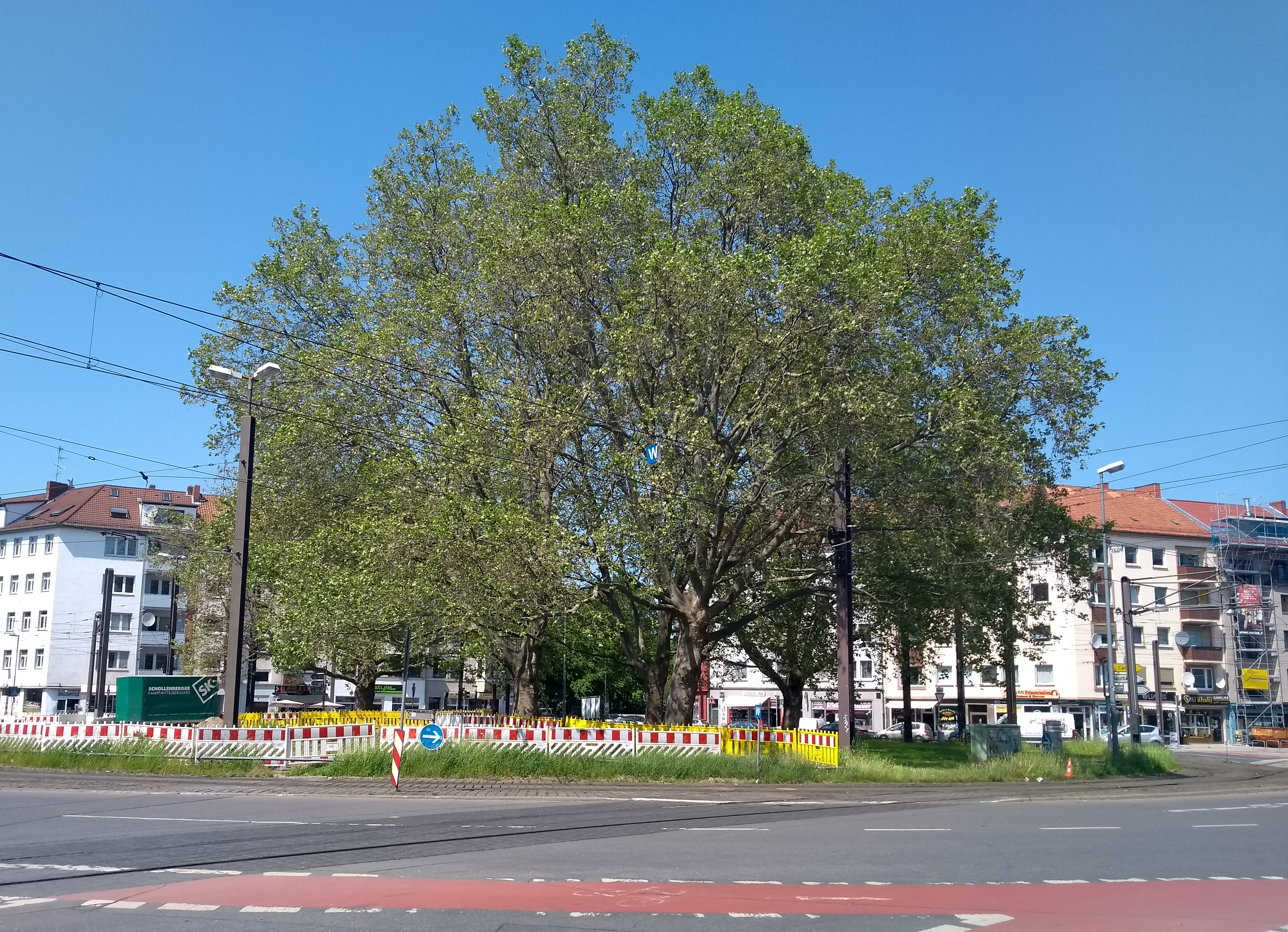
Der Goetheplatz als baumbestandene Verkehrsinsel, 2021

Der Goetheplatz in Hannover, früher auch Goethe-Platz genannt, ist eine in der zweiten Hälfte des 19. Jahrhunderts in der Calenberger Neustadt entstandene Platzanlage. Die nach dem deutschen Dichter Johann Wolfgang von Goethe benannte, nahezu symmetrische Einrichtung verbindet sechs sternförmig auf den Platz zulaufende Verkehrswege, darunter die Goethestraße, die Humboldtstraße und die Braunstraße.

## Geschichte und Beschreibung
Der Goetheplatz ist etwa zu Beginn des Deutschen Kaiserreichs zwischen 1870 und 1875 „allmählich entstanden“ im Zuge der 1870 angelegten Goethestraße und Humboldtstraße. Später wurde beispielsweise die 1889 auf den Platz zuführende Braunstraße angelegt.
Kurz nach der Jahrhundertwende gestaltete der städtische Gartenarchitekt Julius Trip in Zusammenarbeit mit Erwin Albert Barth den Platz um mit einer kreisrunden Grünfläche im Zentrum mit parkähnlichem Charakter. Der Zugang zu dem von drei Beeten umfassten Zentralbeet erfolgte durch drei Fußwege in Verlängerung der drei Hauptstraßen.
Zur Zeit des Nationalsozialismus wurde die Familie von Josef, Hertha, Lore und Erwin Pels Opfer der Judenverfolgung. An ihrem letzten freiwilligen Wohnsitz, vor dem Haus Goetheplatz 4, wurden nach einer Spendensammlung am 6. Dezember 2007 und am 11. Juli 2024 insgesamt vier Stolpersteine durch den Künstler Gunter Demnig verlegt.

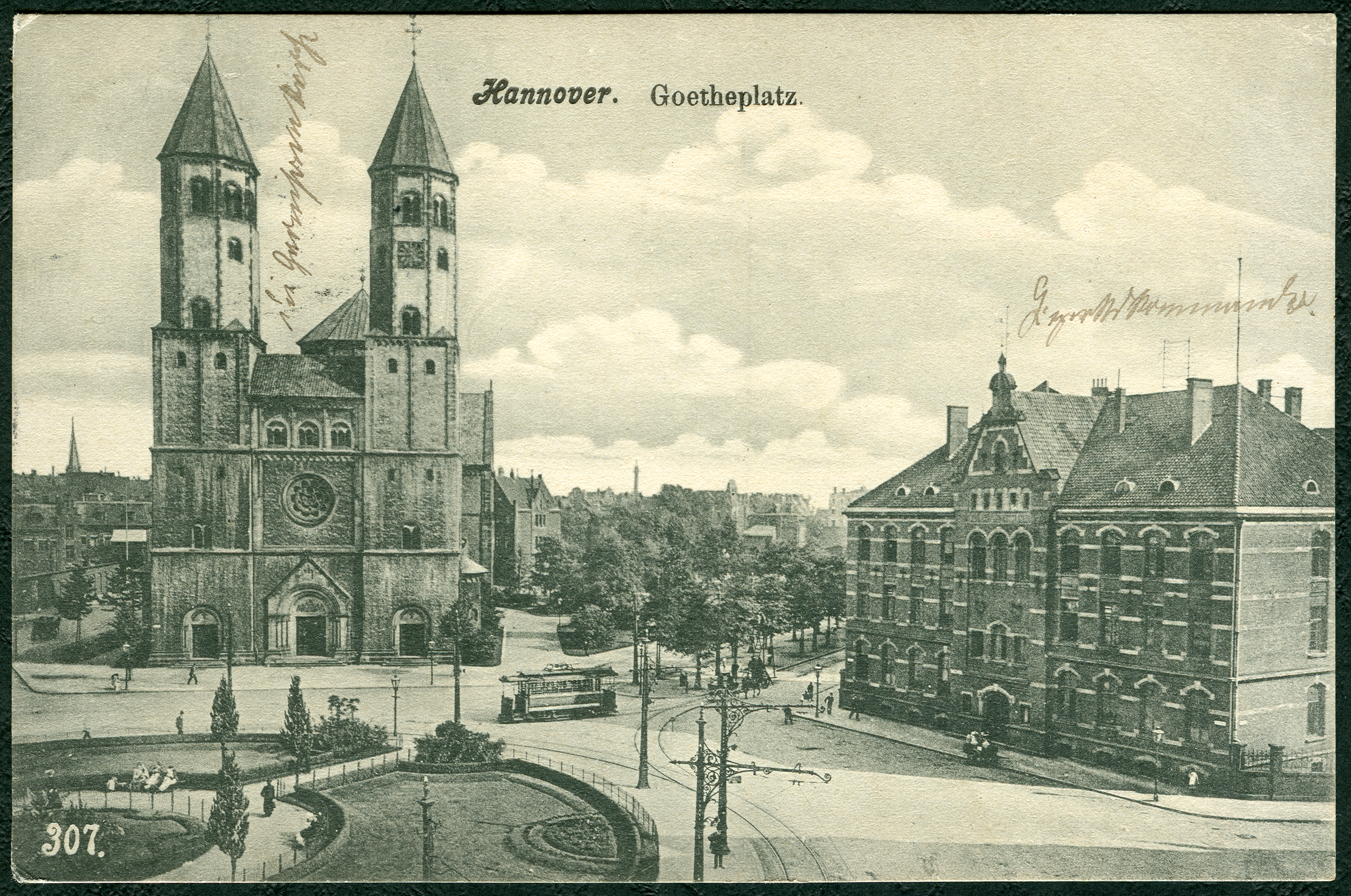
Goetheplatz, Garnisonkirche und Bezirkskommando (links) um 1905; Ansichtskarte Nummer 307, Lichtdruck
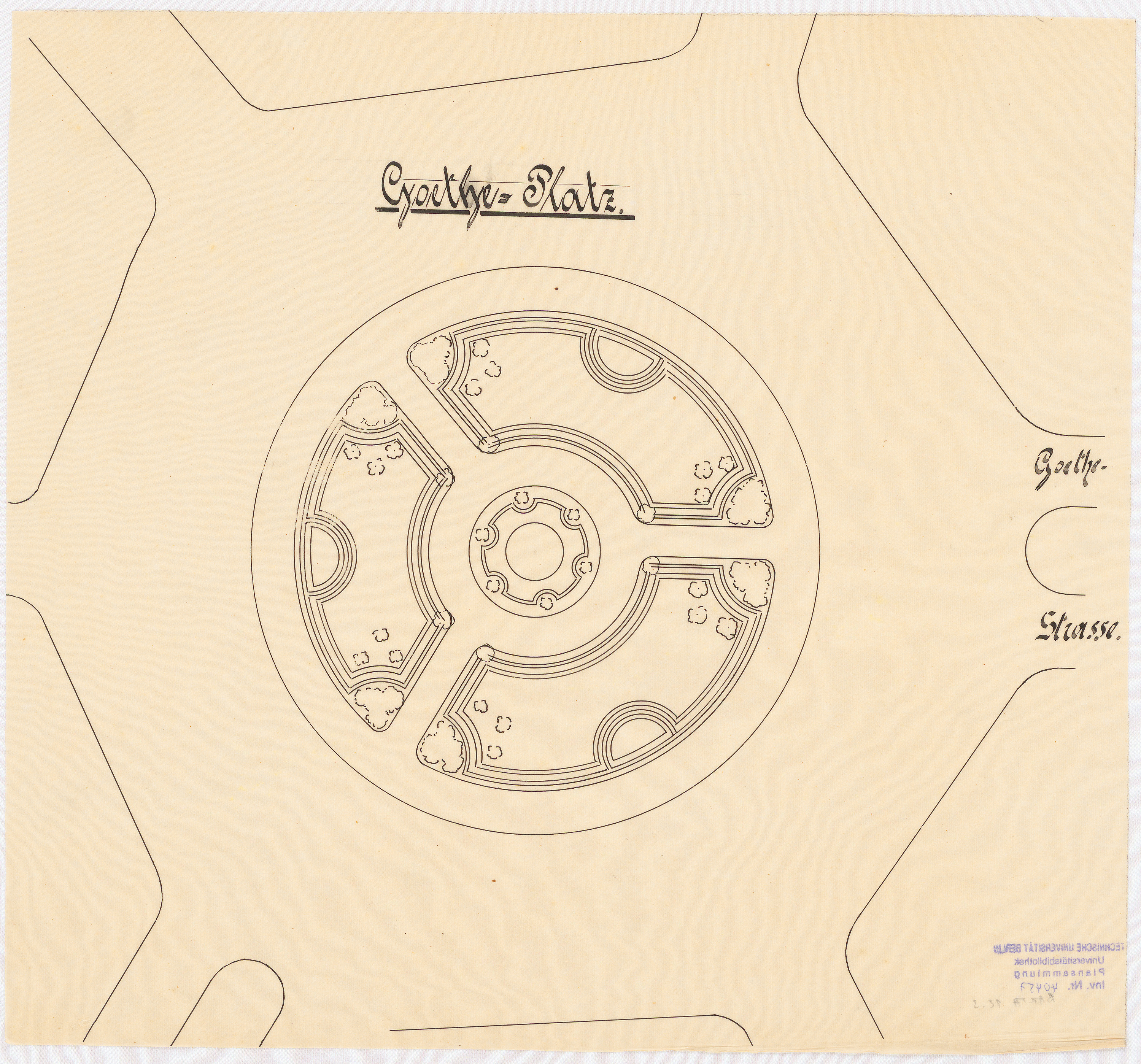
Nach Plänen von Julius Trip 1902 von Erwin Barth gezeichnete Draufsicht der Grünanlage; Architekturmuseum der TU Berlin
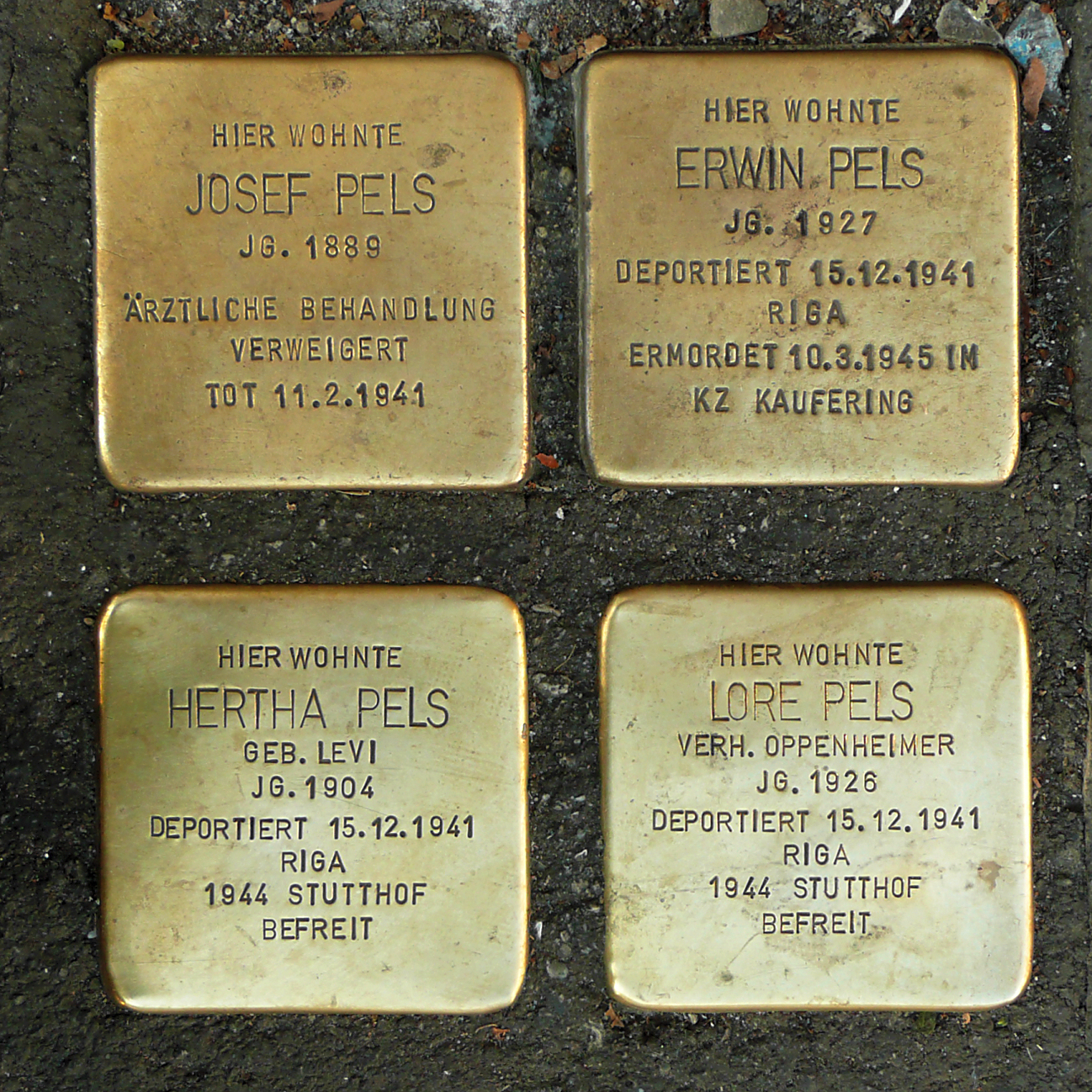
Stolpersteine für Familie Pels
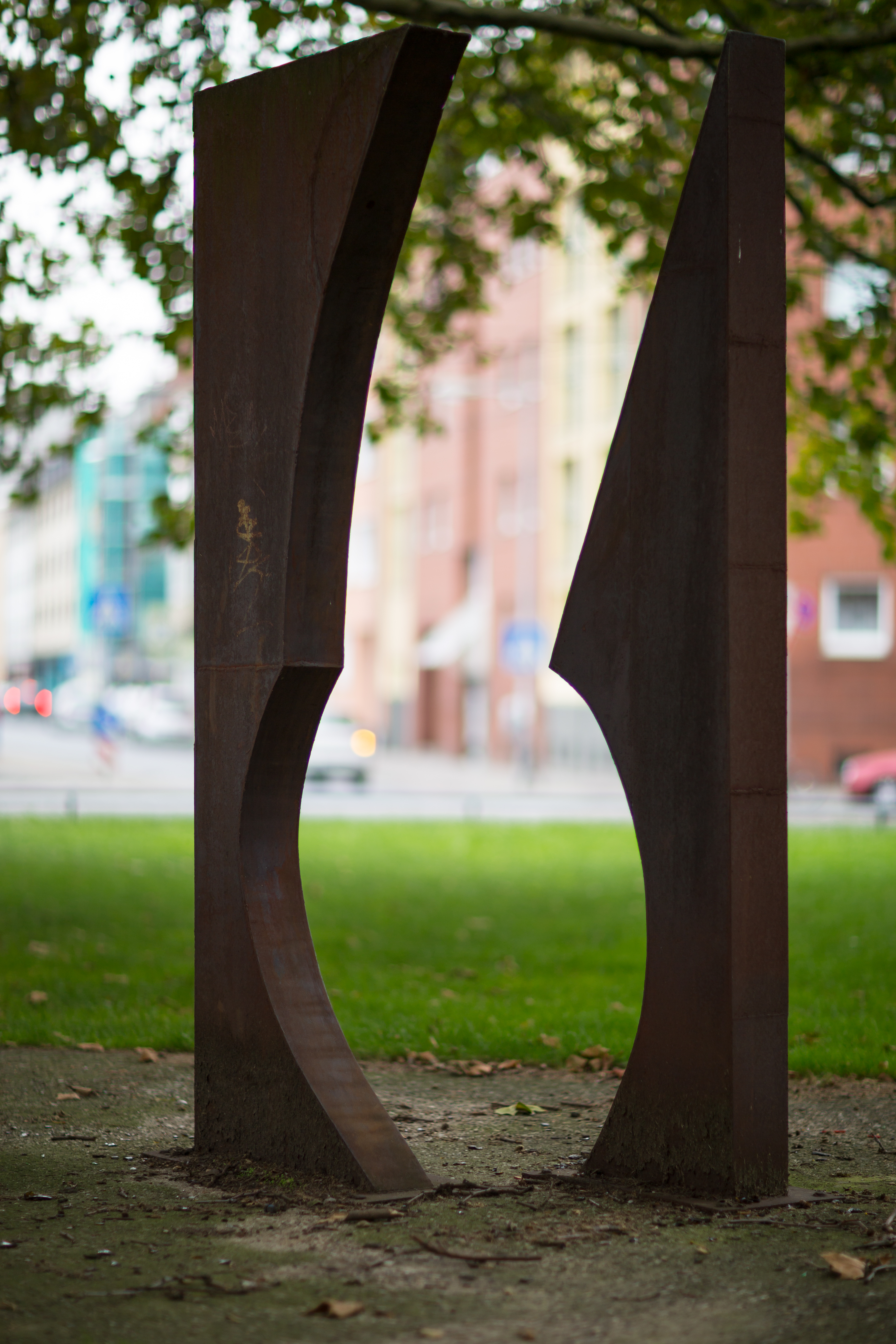
Skulptur Tor von Wolf Glossner